# كيم هي جونغ (مواليد 1992)
كيم هي جونغ (بالكورية: 김희정)‏ هي ممثلة كورية جنوبية. ولدت يوم 16 أبريل 1992 في بوسان في كوريا الجنوبية.

## روابط خارجية
- كيم هي جونغ (مواليد 1992) على موقع IMDb (الإنجليزية)
- كيم هي جونغ (مواليد 1992) على موقع قاعدة بيانات الفيلم (الإنجليزية)